# Felip Bertran
Felip Bertran (La Serra d'en Galceran, Regne de València, 1704- Madrid, Castella la Nova, 1783) va ser un religiós espanyol, bisbe de Salamanca (1763-1783) i inquisidor general d'Espanya, cavaller de l'Orde de Carles III.
De família pagesa i pobra, si bé en el seu llinatge es trobava sant Lluís Bertran, escrits dels quals encara conservaven a la casa pairal. Tot i la seva situació econòmica, els pares de Felip van enviar-lo a estudiar a la Universitat de València, dins del corrent escolàstic, on va graduar-se en arts i, més tard, es doctorà en teologia. Poc temps després va obtenir oposició a la càtedra de filosofia. Protegit pel marquès de Dosaigües, Ginés Rabassa de Perellós, va ser presentat a la parròquia de Bétera i, al cap d'uns anys, va ocupar la vacant de Massamagrell, ascendit pel mateix marquès. Després, va ser escollit per oposició la canonge electoral de València. El 1763, Carles III, el qual havia sentit a parlar de Bertran, va nomenar-lo bisbe de Salamanca, i l'any següent l'escollia com a inquisidor general d'Espanya. El 1768 el va condecorar amb la gran creu de l'Orde de Carles III.
En la seva trajectòria pastoral, va evolucionar ideològicament; el 1735 era nomenat per la càtedra tomista, però va anar virant a posicions més obertes aviat adaptant-se a les circumstàncies per les que passava l'Església, amb voluntat de reforma i tenint com a referent l'Església primitiva. Va posar èmfasi en la predicació de l'evangeli, convèncer fidels de la necessitat de la salvació eterna; la reforma de la predicació seria el punt d'inici per a la reforma dels costums, cercant un vessant més personal i íntim del cristianisme.
Amic de Gregori Maians i de Josep Climent, va formar part del grup il·lustrat i regalista valencià. El 1767 es va mostrar favorable a l'expulsió dels jesuïtes (1767). Va reformar amb Francesc Pérez i Baier els col·legis majors universitaris el 1770 a través del secretari de justícia Manuel de Roda. Va tenir fama de tolerant, però no va poder evitar la condemna contra Pablo de Olavide el 1778, bé que el va ajudar a fugir.
Bertrán va redactar el seu primer testament el febrer de 1760, i el segon 3 de novembre de 1769, en el qual demanava ser enterrat a la catedral de Salamanca, a la capella de la Mare de Déu dels Desemparats, en record dels seus anys a València, però no demanava oficis especials en relació al seu càrrec. A la seva mort, el 1783, les informacions referents al seu testament revelen que va decidir canviar el seu lloc d'enterrament, escollint la volta de la confraria de Nostra Senyora de la Soledat a l'església del convent de l'Encarnació.